# 戦時標準船

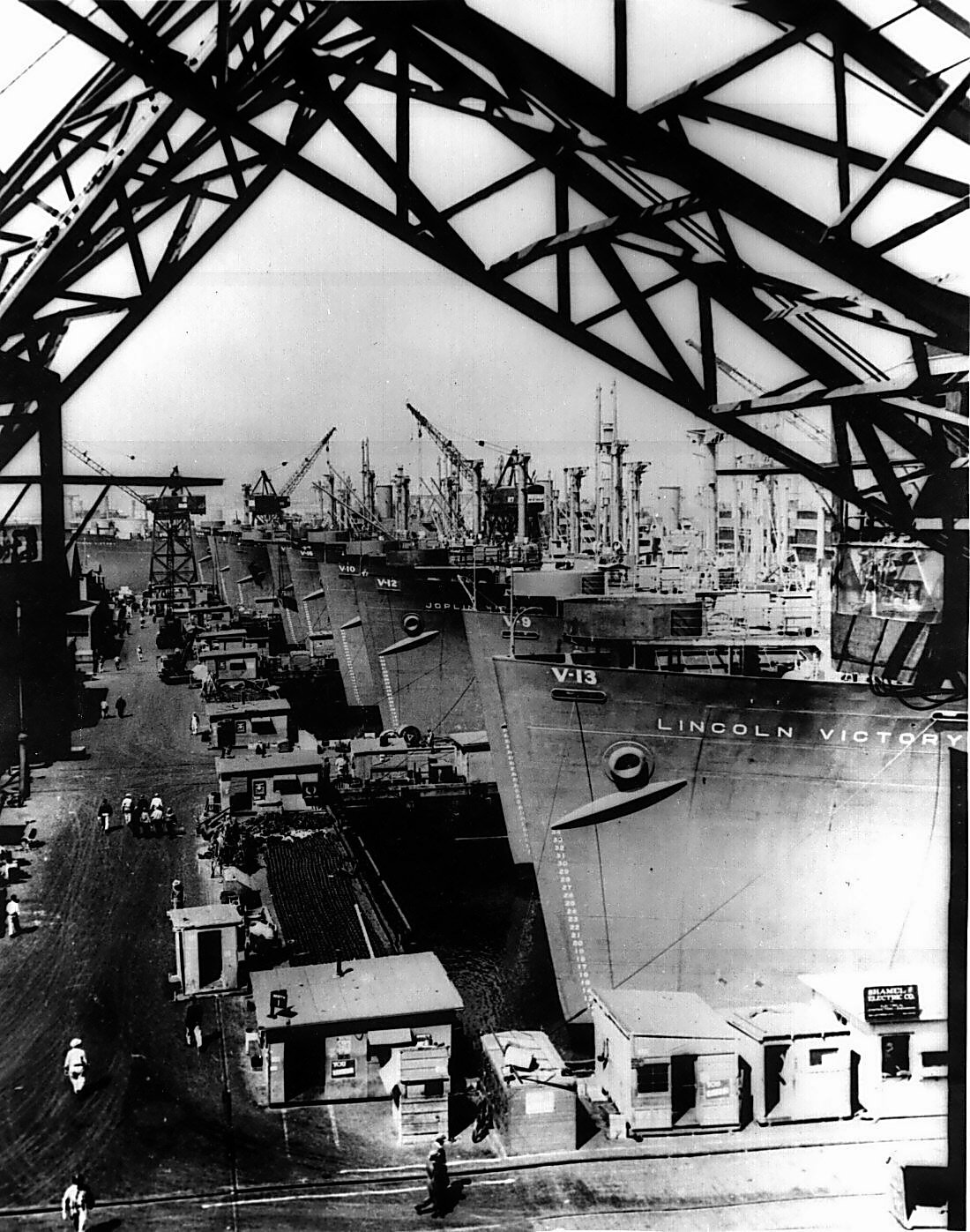
艤装の最終工程にあるヴィクトリー型戦時標準船群。第二次世界大戦中にアメリカが建造した。

戦時標準船（せんじひょうじゅんせん）は、戦争中の海上輸送力増強の企図の下、構造を簡略化し大量建造された船舶をいう。第一次世界大戦や第二次世界大戦において、参戦主要国で建造された。狭義には、第二次世界大戦下の日本において、海上輸送力の急速増強を達成するため、建造資材の節約と建造期間の短縮を図り大量建造された（あるいは計画された）規格型輸送船を指し、略して戦標船（せんひょうせん）とも呼ばれた。

## 概要
海上輸送は大量輸送が可能で、その輸送コストが他のものと比較し圧倒的に低いことから、長距離輸送においては輸送手段の主力となるものである。国家レベルの経済活動および軍事活動においては、海上輸送手段の確保は非常に重要なものである。戦時においては、船腹（船の積載量のこと）の所要量が平時と比較し増大すること、および敵国の通商破壊活動に船舶が撃沈され船舶が減少するため、船腹を増大させる必要があり、短期間に建造可能な船舶が求められる。戦時標準船は規格化され、構造が簡略化されており、短期間に建造可能なものとなっている。

## 日本の戦時標準船

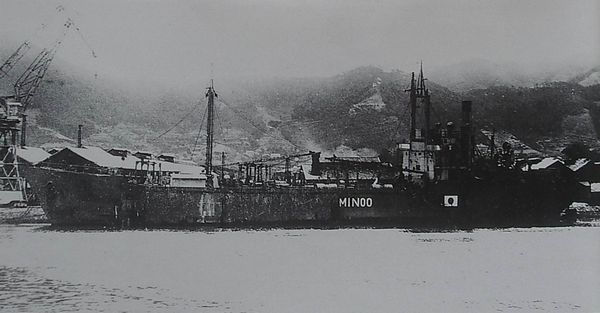
敷設艦「箕面」。建造中の2D型戦時標準船を改装したもの。

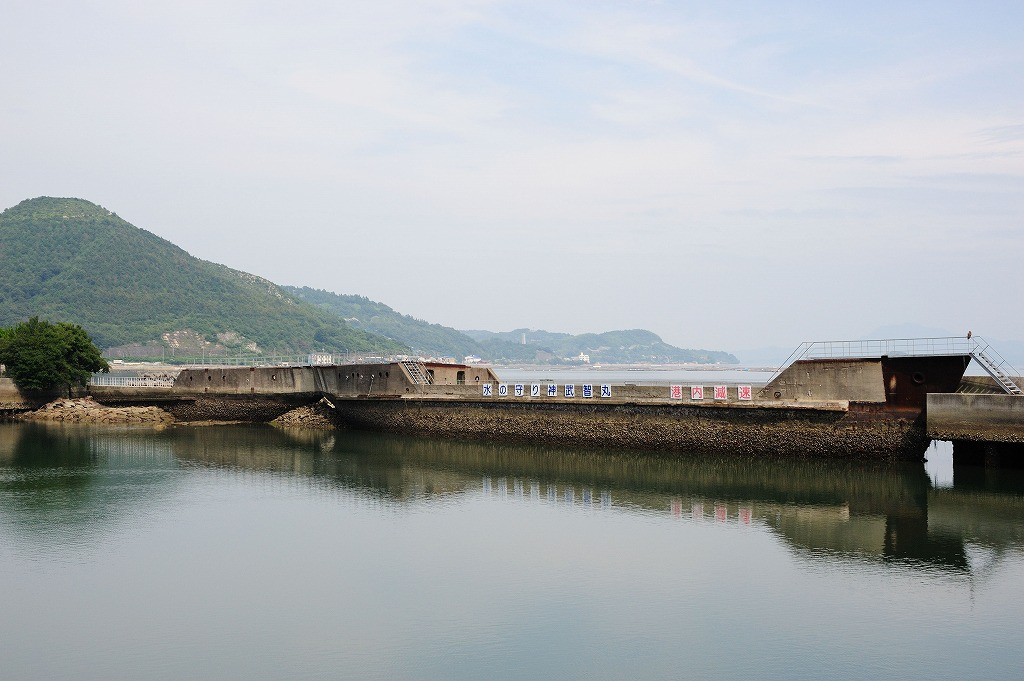
広島県呉市安浦町に防波堤として転用されたコンクリート船武智丸。舞鶴海軍工廠にて設計されたもの

戦時標準船は第二次世界大戦中の日本においても建造されている。日本における戦時標準船の構想は第一次世界大戦時からあったが、具体化したのは1937年以降である。量産性を向上すると共に資材節約を優先し、工程や構造、艤装等が大幅に簡素化されたため、耐久性、航海速力、信頼性などを犠牲にして建造された。「戦標船(せんぴょうせん)」と呼ばれることもある。
建造時期により第4次までの計画があり、一般の貨物船、鉱石運搬船、油槽船（タンカー）など各型合計で約1000隻が完成した。
計画造船の枠内で建造された船には、運輸通信省鉄道総局の青函連絡船の貨車航送船であるW型や、簡易空母兼用タンカーの特TL型、陸軍向けの揚陸艦であるM型やES型、曳航式のコンクリート船などの特殊な船型があり、広い意味ではこれらも戦時標準船と呼ぶことがある。以上の鋼船の甲造船に対し、乙造船と呼ばれた木造船建造に関しても規格化が行われ、戦時標準型機帆船が建造された。
第二次世界大戦の終結により製造は節目を迎えたが、1945年（昭和20年）9月14日、連合国軍最高司令官総司令部（GHQ）は深刻な船舶不足を背景に、建造途中の戦時標準船の完成を命令した。
これら戦時標準船の中には戦後になって安全性や信頼性の強化、経済性の改善を目的にした改修工事が行われた船もあるが、青函連絡船 第十一青函丸のように、二重底新設工事完成2週間後に洞爺丸台風に遭遇し、沈没したが、引き揚げられた船体は切断されており、この改修工事によって船体構造に不均衡が生じたのではないかと疑われた例もあった。揚陸艦のG型など、計画のみに終わったものもある。
戦後まで生き延びた船も、1950年（昭和25年）施行の低性能船舶買入法により、戦時標準型の船舶は低性能船舶とされ、多くが解体処分になった。解体されなかった船も、昭和30年代半ば（1960年頃）までには廃船となっている。

### 戦時標準船の型式
（1942年5月26日時点）
- A型（総トン数:9,300、機関:三連成レシプロ、試運転速力:15.0ノット）
- B型（総トン数:4,400、機関:三連成レシプロ、試運転速力:14.7ノット）
- C型（総トン数:2,700、機関:三連成レシプロ、試運転速力:13.5ノット）
- D型（総トン数:1,820、機関:三連成レシプロ、試運転速力:13.2ノット）
- E型（総トン数:830、機関:ディーゼル、試運転速力:12.0ノット）
- F型（総トン数:490、機関:ディーゼル、試運転速力:12.0ノット）
- K型（総トン数:5,250、機関:三連成レシプロ、試運転速力:14.0ノット）五千トン型戦時標準鉱石船
- TL型（総トン数:10,000、機関:蒸気タービン、試運転速力:19.0ノット）一万トン型戦時標準油槽船
- TM型（総トン数:5,200、機関:蒸気タービン、試運転速力:16.0ノット）五千トン型戦時油槽船
- TS型（総トン数:1,000、機関:三連成レシプロ、試運転速力:12.0ノット）千トン型戦時標準油槽船

### 第1次戦時標準船
1941年から建造が開始されているが、戦前に計画された平時標準船型の設計を基にしているため簡略化の度合いが小さく、民間船としての経済性など戦後も使用することを考えていたため、建造期間が長く生産性に劣っていた。185隻が建造されたが大半を喪失しており、戦後に残っていたのは11隻のみであった。
※以下、諸元は総トン数・機関・航海速力・試運転速力の順（他の節も同様）
1A型（6,400トン、三連成レシプロor複二連成レシプロ、12.0ノット、15.0ノット）
南方と本土との間の輸送用として川南工業香焼島造船所で設計され、8隻が建造された。搭載機関は船によって異なる。後期船3隻は中間2A型と呼ばれ、建造日数短縮のために缶数が減り、船首底部が角ばっている。5tデリックを12基、30tデリックを1基搭載した。
1B型（4,500トン、蒸気タービン、11.5ノット、14.0ノット）
本土と大陸との間の輸送用として浦賀船渠で設計され、16隻が建造された。5tデリックを10基、30tデリックを1基搭載した。
1C型（2,700トン、三連成レシプロ、11.0ノット、14.0ノット）
1B型と同じ目的で日本鋼管鶴見造船所で設計され、34隻が建造された。5tデリックを8基、20tデリックを1基搭載した。
1D型（1,900トン、三連成レシプロ、10.0ノット、13.2ノット）
戦車などの重量物の運搬を目的として日本鋼管鶴見造船所で設計され、22隻が建造された。5tデリックを6基のほか、30tデリックを1基搭載している。
1E型（830トン、ディーゼル、10.0ノット、12.4ノット）
内地沿岸、朝鮮沿岸、南方局地間での雑貨輸送用の海上トラックとして尼崎船渠で設計され、14隻が建造された。
1F型（490トン、ディーゼル、10.0ノット、12.0ノット）
1E型と同じ目的で三菱重工業下関造船所で設計され、22隻が建造された。
1K型（5,300トン、三連成レシプロ、10.5ノット、13.5ノット）
戦時標準鉱石船。大陸の大治鉱山と八幡製鉄所との間の鉄鉱石輸送を目的として三菱重工業神戸造船所で設計され、20隻が建造された。1隻が長船尾楼型で、その他は全て三島型である。日立造船因島製の後期5隻は非公式の第2次戦時標準船形態として建造された。
1TL型（10,000トン、蒸気タービン、16.5ノット、19.0ノット）
大型戦時標準油槽船。南方からの油輸送、艦隊随伴給油用として播磨造船所で設計され、海軍籍の針尾を含め、25隻が計画され、21隻が竣工した。建造時期により船型が異なる。うち、特1TL型へ4隻が計画変更され、2隻が完成した。
1TM型（5,200トン、蒸気タービン、12.5ノット、15.5ノット）
中型戦時標準油槽船。南方からの油輸送を目的として三菱重工業横浜造船所で設計され、26隻が建造された。
1TS型（1,010トン、三連成レシプロ、10.0ノット、12.0ノット）
小型戦時標準油槽船。南方局地、内地沿岸での油輸送を目的として浪速船渠で設計され、5隻が建造された。

### 第2次戦時標準船
増大する船舶被害に造船が追いつかなくなり、建造期間の短縮および資材の節約を目的として第2次戦時標準船が建造されることとなった。
ブロック工法も用いて約1ヶ月で建造が可能な2E型が東京造船所・播磨松の浦・三菱若松・川南深堀の 4造船所を中心に471隻生産された。
二重底や隔壁の廃止、簡略化のため抵抗が大きく、速力や燃費の面で不利な船型、故障しやすい低出力の機関により、カタログスペック上でも7から8ノット程度しか出ない上に、燃料の粗悪によりそれ以下の低速しか発揮できないことも多く、潮流の早いところでは流されて座礁することすらあり、粗悪な鉄板が使われるなど、粗製濫造といわざるを得なかった。
第2次以降に建造された戦時標準船の耐用年数は、すぐに撃沈されるだろうという想定から「機関1年・船体3年」とされ、鋼材の質の低下や舷側鋼板の薄肉化により強度が低下し、座礁しただけで大破沈没した船舶や、ボイラーの爆発など重大事故を起こした船舶もある。「轟沈型」とのあだ名さえあった。なお、これらの第2次戦時標準船は終戦時に残存していた船舶のおよそ4分の3を占めていたが、あまりの粗製乱造ぶりに驚いたGHQによって運用を禁止され、一部の大型船を除いて、戦後の復員輸送には一切使われなかった。残った船の中にも、煙突や上構を全て撤去して新造し、機関を換装するなどの改装が施された。
2A型（6,600トン、三連成レシプロor蒸気タービン、レシプロ9.0ノット・タービン10.0ノット、13.0ノット）
1A型と1B型を統合したものとして三菱重工業長崎造船所で設計。95隻が計画され、90隻が建造された。
2D型（2,300トン、レシプロor蒸気タービン、9.0ノット、11.0ノット）
1C型と1D型を統合したものとして日本鋼管鶴見造船所で設計。116隻が計画され、104隻が起工。戦後に完成したものや、箕面等海軍籍の2隻を含めて98隻が竣工した。１D型と同様に、30tデリックを1基、5基の5ｔデリックを搭載している。
2E型（870トン、ディーゼルor焼玉orレシプロ、ディーゼルor焼玉8.0ノット・レシプロ7.5ノット、ディーゼルor焼玉9.0ノット・レシプロ8.8ノット）
1E型と1F型を統合したもので、新設の小造船所でも量産できる海上トラックとして浦賀船渠で設計。3E型や戦後に完成したものを含む496隻が計画され、468隻が起工。463隻が竣工した他、戦後に建造続行船として8隻が建造された。専用の建造造船所まで作られ、デリックの有無、機関の違いにより複数のバリエーションがある。
2TL型（10,100トン、蒸気タービン、13.0ノット、15.0ノット）
1TL型と1TM型を統合したもので、三菱重工業長崎造船所で設計。36隻が計画され、34隻が起工。29隻が完成した。うち、特2TL型へ2隻が計画変更された。輸送効率の観点から1TL型と同じ大きさとなったが、造機能力の不足により速力が低下したため、艦隊随伴給油用としては考慮されなかった。
2TM型（2,820トン、蒸気タービン、9.5ノット、11.5ノット）
1TS型の後身、パレンバンとシンガポールの間の油輸送を目的として三菱重工業横浜造船所で設計。47隻が計画され、42隻が起工。戦後に完成したものを含め40隻が竣工した。
2AT型（6,600トン、三連成レシプロor蒸気タービン、レシプロ9.0ノット・タービン10.0ノット、13.0ノット）
タンカーの不足により2A型を転用した応急タンカーで、三菱重工業長崎造船所で設計され、35隻が建造された。
2ET型（870トン、ディーゼル、7.0ノット、9.6ノット）
2TM型の生産が追いつかないため、2E型を転用した応急タンカーで、播磨造船所で設計。戦後に完成したものを含めて138隻が建造された。うち初期に建造された32隻は2E型として建造中の物を改造転用したもので、こちらは改E型油槽船と呼ばれる。

### 第3次戦時標準船
すでに制海権も制空権も失われていたため、高速化が求められたが、わずかな数が完成したのみであった。2E・2ET型の機関出力を増加させ速力を1から2ノット程度向上させた3E・3ET型も作られているが、3E型は2E型として完成したものの主機を換装して3Eとなったものもあり、建造数がはっきりしない。
3A型（7,200トン、蒸気タービン、13.5ノット、15.5ノット）
2A型の機関出力を増加させて速力アップを図ったものとして三菱重工業神戸造船所で設計され、8隻が計画され、7隻が起工。うち3隻が建造中止となり、終戦直前に竣工した1隻を除く3隻は全て戦後に完成した。水密隔壁を増やし、船橋を船尾楼と一体化させたのが特徴。
3B型（4,900トン、蒸気タービン、14.0ノット、16.5ノット）
戦局の悪化により3A型が過大であるとされたため、機関部をそのままに船体を小型化し、速力アップを図ったもので、三井造船玉野造船所で設計され、2隻が戦後に完成した。
3D型（3,000トン、蒸気タービン、12.0ノット、15.0ノット）
2D型を大型化して速力アップを図ったもので、合わせて強武装を施し簡易海防艦として使用できるようにしたものとして日本鋼管鶴見造船所で設計され、14隻が計画された。うち終戦までに1隻が完成し、2隻が建造中止となり、残りは全て戦後に完成した。
3E型（レシプロ875トン・ディーゼル880トン、ディーゼルorレシプロ、レシプロ7.5ノット・ディーゼル8.0ノット、10.0ノット）
2E型の機関出力の増加を図ったもので、レシプロ機関船は缶を交換し、ディーゼル船は排気過給機を取り付けた。海軍艦政本部で設計された。
3TL型（10,200トン、蒸気タービン、16.0ノット、19.0ノット）
2TL型の速力アップを図ったもので、2TL型をさらに簡易設計にし、合わせて高速化に対応した船型となる。三菱重工業長崎造船所で設計され、戦後に完成したものを含め5隻が完成した。特3TL型や、針尾の姉妹船として海軍籍の3隻が建造予定だったが、それらは未起工のまま建造中止となった。
- 第五山水丸 - 山下汽船（現・商船三井）と極洋捕鯨（現・極洋）を経て、太平洋海運が石油タンカーとして運航。
- 大椎丸 - 戦後竣工。大阪商船（現・商船三井）と極洋捕鯨を経て、太平洋海運が石油タンカーとして運航。
- ひらと丸 - 天洋丸に改名されて戦後竣工。大洋漁業（現・マルハニチロ）が塩蔵輸送船として運航。
- 鶴岡丸 - 協立汽船で貨物船として運航後、極洋捕鯨が購入。極洋丸に改名の上、捕鯨母船として1967年まで運航。
- 大攬丸 - 大洋漁業が購入し第一日新丸に改名。捕鯨母船兼石油タンカーとして1965年まで運航。

3AT型（7,100トン、蒸気タービン、13.0ノット、15.5ノット）
2AT型に3A型と同じ設計変更をした応急タンカーで、船橋が船尾楼と一体化されず、離れたままなのが特徴。三菱重工業神戸造船所で設計され、2隻が計画。終戦前と終戦後に1隻ずつが完成した。
3ET型（870トン、ディーゼル、不明、8.0ノット）
2ET型の機関出力を増加させた応急タンカーで、機関の気筒を増やすか、排気過給機を取り付けたもの。機関出力以外、2ET型との違いがない。播磨造船所で設計され、11隻が建造された。

### 第4次戦時標準船
敵の勢力下を強行突破できるように速力、防御力とも高い船が計画されたが、すでに日本には造船能力がなく、4ET型が戦後になって竣工したのみにとどまる。
4B型（3,400トン、艦本式ギヤード・タービン、18.0ノット、不明）
戦局の悪化により南方交通が途絶したため、封鎖海面を護衛艦艇なしで突破して南方と交通することを目的として、3B型を小型化し、機関部を松型駆逐艦と同じ形式のものにしたもので、ロ号艦本式重油専燃水管缶2基、艦本式ギヤード・タービン1基を搭載している。合わせて強武装を施し、輸送艦に匹敵するスペックとなっている。三菱重工業横浜造船所で設計されており、三菱重工業神戸造船所で3隻、東京石川島造船所で2隻が建造される予定だったが、戦局の悪化により全船未起工のまま建造中止となった。
4TL型（9,600トン、蒸気タービン、19.0ノット、22.0ノット）
資材不足により計画造船が縮小され、相対的に造機能力に余裕が出たため、3TL型を小型化して、機関及び缶の搭載数を倍にして速力アップを図ったもの。合わせて特4TL型への改装を考慮した船型となる。三菱重工業長崎造船所で設計されたが、設計が大戦末期であるため、建造される頃には南方交通が途絶したため目的を失い、全船未起工のまま建造中止となった。
4TM型（3,400トン、艦本式ギヤード・タービン、18.0ノット、不明）
4B型と同じ目的で2TM型を大型化し、機関部を松型駆逐艦と同じ形式のものにしたもので、ロ号艦本式重油専燃水管缶2基、艦本式ギヤード・タービン1基を搭載している。合わせて強武装を施し、輸送艦に匹敵するスペックとなっている。三菱重工業神戸造船所で設計されたが、設計が大戦末期であるため、全船未起工のまま建造中止となった。
4ET型（1,150トン、蒸気タービン、10.0ノット、13.0ノット）
2ET型や3ET型は原油やガソリンを積み込めず、不評だったため、本格的な小型高速戦時標準油槽船として計画された応急タンカー。設計が大戦末期であるため南方交通が途絶しており、完成後は日本と大陸との間の油輸送に使用する、とされた。播磨造船所で設計され、4隻が戦後に完成した。うち1隻は改良型としてほぼ全面的に熔接を採用して建造されている。

### その他
上記の計画の他、多数の特殊な船型が計画され、広い意味ではこれらも戦時標準船と呼ぶことがある。また、木造機帆船の計画も行われ、戦時標準型機帆船が建造された
- W型

- H型

- 特TL型

- M型甲

- M型丙

- TE型（総トン数:650）……タンカー不足により計画された鉄製被曳航油槽船で、南方と内地との間を行動する高速輸送船に曳航させることとされていた。平面構成の船体は無人であることから安全性や強度を犠牲とし、鋼材使用量の削減や溶接の大幅採用が行われた。造船の経験のない鉄工所や橋梁会社、車両会社や小造船所で50隻が建造された。曳航時の速力低下を懸念され、余り有効に使用されないまま、各地で浮きタンク代用として使用された。
- EC型

## アメリカの戦時標準船
アメリカ合衆国は第二次世界大戦中に、戦時標準船として「リバティ船」を2,712隻建造した。他にも改良型の規格型貨物船であるビクトリー船やT2_タンカーが建造された。これらはブロック工法を多用することにより、短期間での建造を可能とした。全長は135ｍで、機関は三段膨張式蒸気レシプロ機関を搭載した。
やはり船体は建造期間の短縮および資材の節約を目的として極めて簡略化された設計となっており、岸壁に停泊中に船体が2つに折れたりする事例が7隻あった。他にも脆性破壊の損傷と事故が1,031件あり、200隻以上が事故で沈没するか、使用不能となった。